# Borocera cajani
Borocera cajani is een vlinder uit de familie spinners (Lasiocampidae). De wetenschappelijke naam van deze soort is voor het eerst geldig gepubliceerd in 1863 door Vinson.
Deze soort komt voor in Madagaskar en wordt gebruikt voor de productie van wilde zijde.